# August Jokinen
August Jokinen (ur. 11 czerwca 1888 w Sysmä, zm. 3 sierpnia 1970 w Greater Sudbury) – zapaśnik reprezentujący Finlandię. Olimpijczyk ze Sztokholmu 1912, gdzie zajął czwarte miejsce w wadze średniej.
Zajął dziesiąte miejsce na mistrzostwach świata w 1911. Wicemistrz Europy w 1914; czwarty w 1913. Mistrz kraju w 1914 i 1916; drugi w 1915 roku.

## Letnie Igrzyska Olimpijskie 1912
| Konkurencja           | Rundy eliminacyjne       | Rundy eliminacyjne  | Rundy eliminacyjne        | Rundy eliminacyjne         | Rundy eliminacyjne      | Rundy eliminacyjne      | Rundy eliminacyjne   | Klas. końcowa |
| Konkurencja           | Przeciwnik I             | Przeciwnik II       | Przeciwnik III            | Przeciwnik IV              | Przeciwnik V            | Przeciwnik VI           | Przeciwnik VII       | Miejsce       |
| --------------------- | ------------------------ | ------------------- | ------------------------- | -------------------------- | ----------------------- | ----------------------- | -------------------- | ------------- |
| 75 kg styl klasyczny. | Alfred Gundersen (NOR) Z | Jānis Polis (RUS) Z | Zavirre Carcereri (ITA) Z | Peter Kokotowitsch (AUT) Z | Edvin Fältström (SWE) Z | Claes Johansson (SWE) P | Martin Klein (RUS) P | 4.            |